# Râul Valea Negrii, Lacuri
Râul Valea Negrii, Lacuri, este un curs de apă, unul din cei doi afluenți de stânga al râului Galbena (Strei), care la rândul său este ultimul afluent de stânga al Râului Mare. 

## Generalități hidrografice
Râul Valea Negrii, Lacuri, nu are afluenți semnificativi nici de stânga și nici de dreapta și nici nu trece prin vreo localitate.

## Hărți
- Harta Munților Poiana Ruscă  Arhivat în 12 martie 2010, la Wayback Machine.
- Harta Munților Retezat  Arhivat în 10 iulie 2012, la Wayback Machine.
- Harta județului Hunedoara